# Стівен Бурдоу
Стівен Бурдоу (англ. Stephen Bourdow, 2 січня 1966) — американський яхтсмен.
Срібний призер Олімпійських Ігор 1992 року в класі Летючий голандець.